# Batalla de Muzillac (1815)

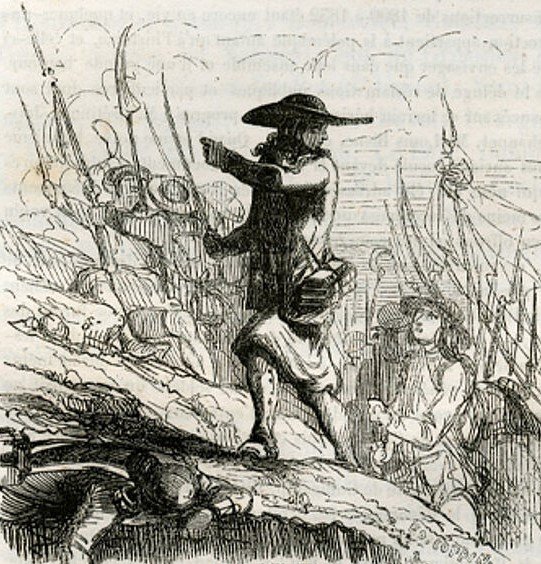
Un escolar de Vannes durant la Chouannerie de 1815.

La batalla de Muzillac, o batalla de Pen-Mur, va tenir lloc el 10 de juny de 1815, durant la Chouanrie de 1815.

## Preludi
Després d'entrar a Redon el 4 de juny, l'exèrcit reial dels Chouans de Morbihan va arribar a Peillac. Després va anar a Rochefort-en-Terre el 6 de juny, després a Questembert el 8 i finalment a Muzillac el 9, per esperar un desembarcament d'armes per part dels britànics.
Alertat, el general Rousseau, comandant de la guarnició de Vannes, va sortir durant la nit del 9 al 10 de juny amb una columna i va anar a trobar els chouans.

## Forces presents
Al costat imperial, el general Rousseau està al capdavant de 500 infants i 70 gendarmes a cavall, amb un canó de 4 lliures.
Els chouans, comandats per Louis de Sol de Grisolles, comptaven entre 5.000 i 8.000. El seu exèrcit estava format per la legió de Bignan, la legió d'Auray i la companyia d'escolars de Vannes. Aquest últim està format per estudiants del col·legi Saint-Yves de Vannes, comandats pel cavaller de Margadel i supervisats per Bertaud, antic membre de la Jove Guàrdia Imperial, ferit a la batalla de Leipzig.

## Procés

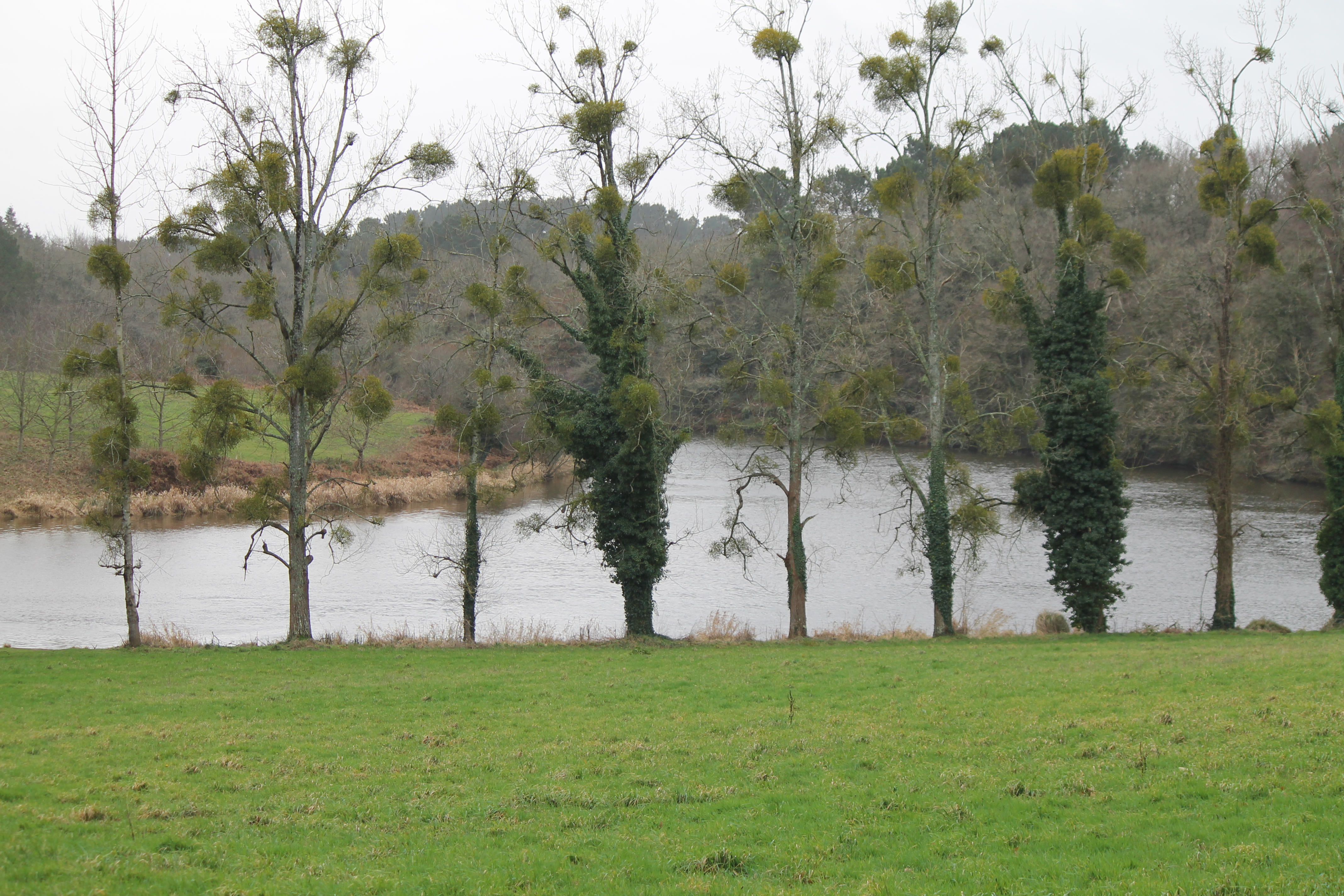
Vista de l'estany de Pen-Mur, l'any 2014.

El 10 de juny, els imperials van llançar l'atac de matinada, però la sorpresa va fracassar perquè els chouans de Jean Rohu estaven en guàrdia. Els combats van començar entre el pont de Penesclus i la carretera Pen-Mur.
El tiroteig va durar prop de quatre hores, però l'aclaparadora superioritat del nombre va treballar a favor dels reialistes i els imperialistes van acabar retirant-se.
Dos dies després de la batalla, el desembarcament es va poder produir sense incidents a la cala Foleu, a 25 quilòmetres riu amunt de la desembocadura de la Vilaine. Els chouans van rebre dels britànics 8.000 fusells i carabines, munició així com un canó i un obús. Després tornen a Rochefort-en-Terre.

## Pèrdues
El resultat exacte del combat no es coneix. Segons les declaracions, les pèrdues dels imperialistes van ser de 5 a 30 morts i les dels reialistes de 35 a 250 morts o ferits.
Els imperials van declarar haver perdut 5 homes morts i 16 ferits i van elevar les pèrdues realistes a 250 morts o ferits. Els registres de personal donen fe de la mort de dos gendarmes a Muzillac el 10 de juny. Per a Roger Grand, els bonapartistes poden haver reduït les seves pèrdues en el seu informe, però sens dubte han exagerat les dels chouans. Pel que fa a aquest últim, suggereix que només es confirmen tres morts i que les seves pèrdues totals potser s'aproximen al voltant dels 10 morts i 50 ferits.
Segons un informe reialista escrit per Marc-Antoine de La Boëssière de Lennuic les pèrdues van ser de 10 morts i 25 ferits per als chouans, en comparació amb 30 homes morts, 18 cavalls morts i entre 8 i 10 oficials i soldats presoners pel costat imperials.
En les seves memòries Julien Guillemot no fa una valoració global, però esmenta almenys tres morts entre els chouans: el seminarista Nicolas, capità de la companyia d'escolars, el sergent Le Thiec i el senyor de Guerry.

## Còmics
- Joëlle Savey, Le postillon, Tome III, Le chant des escoliers, Glénat, 1992.